# Divorcio a la italiana
Divorcio a la italiana (en italiano: Divorzio all'italiana) es una película de comedia satírica italiana de 1961 dirigida por Pietro Germi, escrita por Ennio De Concini, Pietro Germi, Alfredo Giannetti y Agenore Incrocci, y con actuación de Marcello Mastroianni, Daniela Rocca, Stefania Sandrelli, Lando Buzzanca y Leopoldo Trieste. Película costumbrista, Divorcio a la italiana  se inspira, deformándola de manera grotesca, en la realidad de la sociedad siciliana de los años 1960.
Ganó el premio Óscar al Mejor guion original, y fue candidata al de Mejor actor principal (Marcello Mastroianni) y al de Mejor director.
La película está desarrollada en tono de humor casi oscuro, con escenas tragicómicas, representando con exageración premeditada una sociedad representativa de la Sicilia de mediados del siglo XX.

## Argumento
Ferdinando Cefalù, llamado Fefè (Marcello Mastroianni), un noble siciliano empobrecido, está casado con Rosalía (Daniela Rocca), una mujer poco atractiva pero esposa devota. Él ama secretamente a su prima Angela (Stefania Sandrelli), una mujer mucho más joven y atractiva a quien solo ve en los veranos, porque su familia la envía a la ciudad donde estudia en un internado. Además de con su esposa, Ferdinando comparte su vida con sus padres ancianos y su hermana solterona y el novio de esta, que tiene una funeraria; la familia comparte su destartalado palacio con sus tíos, quienes poco a poco se van apoderando de los restos de la enorme riqueza del barón. En el contexto de la cinta, cabe advertir que el divorcio matrimonial estaba prohibido por las leyes italianas (que admitieron el divorcio en 1970, y antes solo aprobaban la nulidad del matrimonio en caso de vicios al momento de realizarse).
Ferdinando pasa su tiempo libre (que es la mayor parte) imaginando formas en las que se puede deshacer de su esposa, como arrojarla a un caldero hirviendo para convertirla en jabón o enviándola al espacio exterior en un cohete. Después de un encuentro fortuito con Angela durante un viaje familiar, descubre que ella comparte sus sentimientos. Con esto, él resuelve llevar al cabo su plan y se inspira en una noticia local de una mujer que ha matado a su marido en un ataque de celos, para hacer que su esposa tenga una aventura y atraparla in flagrante delicto, asesinarla, y recibir una condena leve por cometer un crimen pasional, estudiando con mucho cuidado el Código Penal de Italia. Ferdinando empieza a realizar su plan, buscando a un hombre que pueda ser el «amante» para su esposa. Al fin halla al «candidato»: el ahijado del sacerdote local, Carmelo Patanè (Leopoldo Trieste), quien había sido pretendiente de Rosalía hacía muchos años y se presumía muerto en África durante la Segunda Guerra Mundial. La fase final de su plan es lograr la constante presencia de Carmelo en su casa, lo cual logra por su interés en restaurar su palacio.
El plan tarda en dar resultados, porque Carmelo es muy reservado y Rosalía exhibe una fidelidad conyugal a toda prueba. Ferdinando controla el desarrollo de su plan grabando todas las conversaciones de aquellos y evitando el enamoramiento de la criada por Carmelo. Durante sus grabaciones, Ferdinando descubre que Carmelo está casado y tiene tres hijos y es todo un mujeriego que bien podría tener un amorío con la siguiente mujer que cruce su paso. Sin embargo, el plan resulta mejor de lo anticipado, pues Rosalía y Carmelo finalmente ceden a sus pasiones, pero mientras Ferdinando escucha, la cinta se termina justo en el momento en que los adúlteros organizan su siguiente encuentro; todo lo que Ferdinando sabe es que dicho encuentro sucederá durante la noche siguiente.
Rosalía finge tener un terrible dolor de cabeza y se queda en casa, mientras que el resto de la familia sale al teatro para ver la première de un film tan escandaloso que nadie quiere perdérselo. Ferdinando sale a hurtadillas del teatro y vuelve al palacio donde llega a tiempo de ver a Rosalía huir hacia la estación; él la persigue, pero tiene que volver a casa para recoger el revólver para matar a los amantes, lo que resulta en que los amantes huyen en el tren. Ferdinando vuelve a leer el Código Penal, que exige que un crimen pasional debe ocurrir en el momento o en defensa del honor propio. Esto significa cambiar el plan original y hacerse pasar por un cornudo.
Mientras tanto, Angela ha estado escribiendo a Ferdinando para asegurarle su amor incondicional, pero una de sus cartas es entregada por error a su padre, don Gaetano, quien muere de un ataque al leerla. Durante el funeral, la Sra. de Patanè enfrenta a Ferdinando para exigirle que haga algo en venganza a su situación, pero como él no hace aún nada, ella le escupe en la cara frente a todo el pueblo, que le termina por dar la «afrenta pública» al honor familiar por la huida de su esposa. El mafioso local ofrece localizar a los amantes en menos de 24 horas, lo que sucede; mientras Ferdinando va al escondite de los amantes, se cruza con la Sra. de Patanè, quien le avisa que acaba de matar a su esposo, lo que deja a Ferdinando en una peor posición de la que ya tenía. Sin otra opción, Ferdinando sigue los pasos de la Sra. Patanè y finalmente asesina a su esposa. Durante el juicio, Ferdinando es defendido por el abogado, quien culpa al padre de Ferdinando por su falta de amor mientras lo criaba. Ferdinando recibe una sentencia menor de tres años en prisión y finalmente regresa a casa para encontrar a una amorosa Angela que lo espera.
En el epílogo de la película, Ferdinando y Angela contraen matrimonio y son felices, mientras se besan él piensa que «la vida comienza a los 40», mientras la cámara hace un paneo a los pies de Angela, lo cual hace dudar de la felicidad de la pareja, pues ella besa a Ferdinando pero a la vez acaricia con su pie desnudo la pierna del piloto del barco donde ambos viajan.

## Rodaje
La película se desarrolla en la ficticia ciudad de Agramonte, en la isla de Sicilia. El rodaje se llevó a cabo principalmente en el municipio de Ispica, en la  Provincia de Ragusa, al sureste de la isla. Otras partes se rodaron en la ciudad de Ragusa (interior de la iglesia, en la catedral de San Giorgio) y en Catania (puerto de Ognina y escenas del cine en el teatro Bellini).

## Premios

### Premios Óscar
| Año  | Categoría                                                      | Receptor                                           | Resultado |
| ---- | -------------------------------------------------------------- | -------------------------------------------------- | --------- |
| 1962 | Mejor director                                                 | Pietro Germi                                       | Nominado  |
| 1962 | Mejor actor                                                    | Marcello Mastroianni                               | Nominado  |
| 1962 | Mejor argumento y guion escritos directamente para la pantalla | Ennio de Concini, Alfredo Giannetti y Pietro Germi | Ganadores |